# Per Zakrisson
Per Zakrisson, känd som 'Per Zakrisson i Kubbe'. Per var en bonde och allmogebyggmästare som levde i Anundsjö socken, Ångermanland 1723-1780. Han har satt sin prägel på Anundsjö kyrka med byggandet av korläktare och ny sakristia. Klockstapeln, som också är hans verk, anses vara Mellannorrlands mest sevärda. 1959 restes framför klockstapeln en minnessten över denne mångkunnige man.